# Heps
Heps is een voormalige Finse warenhuisketen van de Saastamoinen Groep uit Kuopio, die actief was in de jaren 1970. Naast warenhuisfilialen in de stadscentra waren er ook weilandwinkels, de zogenaamde hypermarkten.

## Geschiedenis
Het eerste warenhuis van Heps werd in 1970 gebouwd in Ravattula, Kaarina, in de buurt van Turku. Dit was het eerste discountwarenhuis buiten het stadscentrum en vervulde daarmee een pioniersrol op het gebied van de hypermarkten. De oppervlakte van de winkel was 3.500 m² en er was een parkeerplaats voor 300 voertuigen. Naast voeding bestond het assortiment uit textiel, schoenen, accessoires, schoonmaakproducten, huishoudelijke apparaten, huishoudelijke artikelen, vrijetijdsproducten en autoaccessoires.
In 1977 werd het moederbedrijf van Heps, de groothandelsgroep Saastamoinen Groep, overgenomen door Tuko. Heps was in tien jaar tijd uitgegroeid tot het grootste warenhuis van Finland. Het jaar daarop werden de warenhuizen geïntegreerd in Anttila, een warenhuisbedrijf dat Tuko een paar jaar eerder had opgekocht.
Op het moment van de transactie had Heps in totaal ongeveer 640 medewerkers in dienst in haar negen warenhuizen in Kaarina, Lahti, Kouvola, Lohja, Jyväskylä, Seinäjoki, Oulu, Kajaani en Kuopio.
In 1996 nam Kesko de Anttila-keten over van de Saastamoinen Groep en werd een deel van het voormalige Heps-winkels omgebouwd naar K-Citymarkets.